# Rodrigues-Papagei
Der Rodrigues-Papagei (Necropsittacus rodericanus, Syn.: Necropsittacus rodricanus) ist eine ausgerottete Art der Altweltpapageien, die auf den Mascareneninseln Mauritius und Rodrigues im Indischen Ozean endemisch war.

## Merkmale
Der Vogel ähnelte vermutlich dem rezenten Halsbandsittich, war jedoch wohl größer und kräftiger. Er verfügte über ein grünes Federkleid sowie, im männlichen Geschlecht, einen orangefarbenen Kopf. Auch die oberen Flügelansätze waren orange gefärbt. Der Schwanz und die Flügelansätze waren grün. Weibchen waren am gesamten Körper grün befiedert. Der Papagei besaß einen großen Schädel mit einem kräftigen Schnabel.

## Lebensweise
Von der Lebensweise der Rodrigues-Papageien ist nichts überliefert. 

## Wissenschaftliche Erstbeschreibung
Wissenschaftlich erstmals bemerkt wurde die Art 1708 anhand von Knochenfunden durch François Leguat. Die Erstbeschreibung erfolgte 1867 als Psittacus rodericanus. 1873 erfolgte die Überführung in die Gattung Necropsittacus.

## Aussterben
Letzte Sichtungen erfolgten in den Jahren 1761 und 1763. Zuletzt dokumentiert wurde der Rodrigues-Papagei 1763 auf Mauritius. Hauptgrund des Aussterbens war vermutlich die Jagd.